# Guido de Ibelín (obispo de Limasol)

Escudo de armas de la Familia Ibelín.

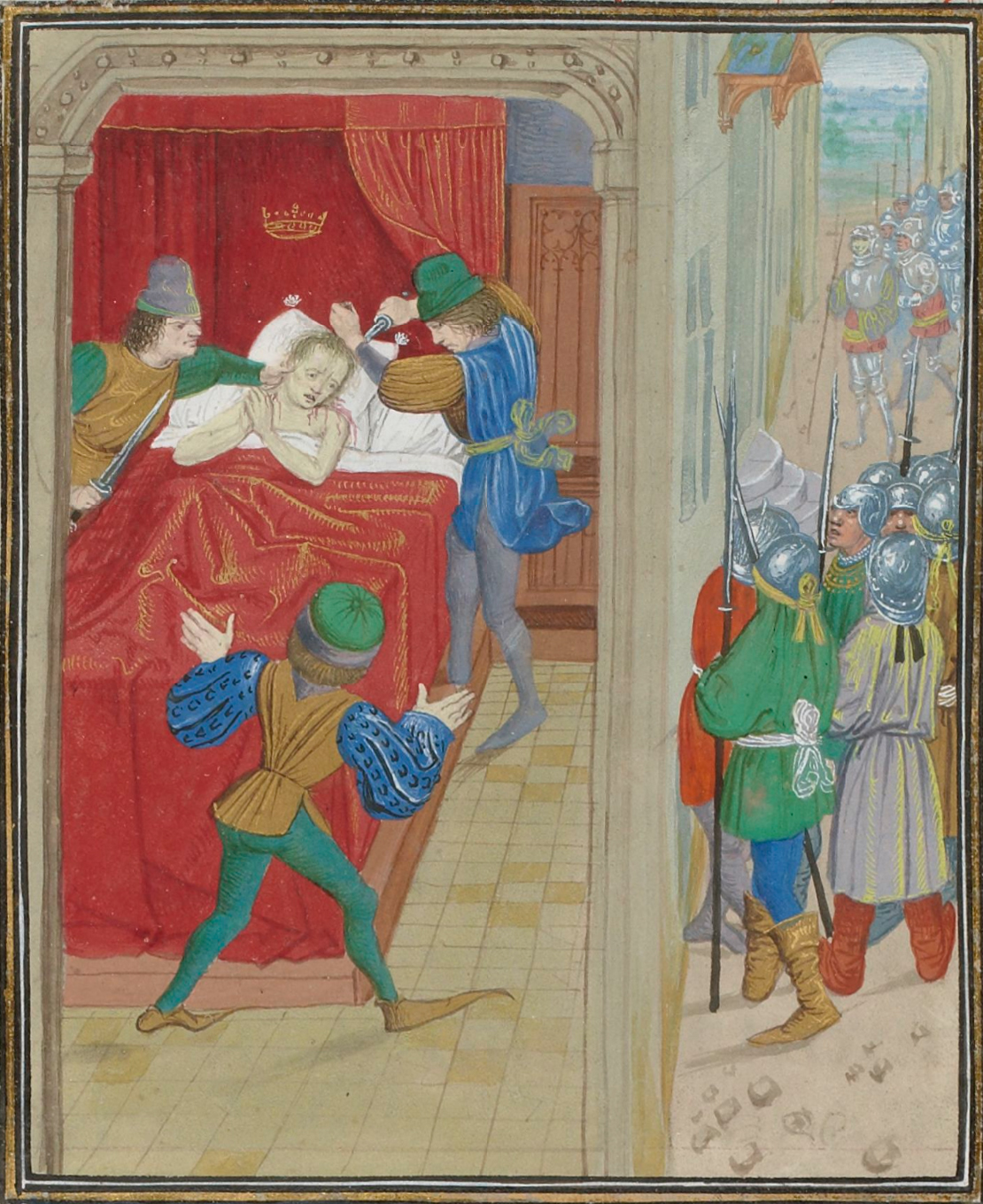
Crónicas de Jean Froissart: Pedro I, coronado rey de Chipre por Guido de Ibelín en 1359, y luego asesinado en su cama por su hermano Felipe, y otros dos caballeros en 1369.

Guido de Ibelín (en francés Guy d'Ibelin; murió el 29 de marzo de 1367) fue el obispo dominico de Limasol, Chipre desde el 27 de abril de 1357 hasta su muerte. 

## Biografía
Pertenecía a la noble casa de Ibelín, estrechamente unido por matrimonio con los reyes de Chipre. Su padre Balián de Ibelín (m. 28 de octubre de 1333), señor de Arsuf, era descendiente directo del primer Balián de Ibelín, un importante cruzado. Su madre, Margarita de Ibelín, continuó manteniendo el título señora de Arsuf después de la muerte de su marido. En la segunda mitad del siglo XIV la fortuna de la casa de Ibelín estaban en declive, ya que la una vez poderosa familia se extinguió. El hermano de Guido Felipe se convirtió en el último Ibelín que mantuvo el título de señor de Arsuf. Fue ejecutado en Génova a finales de 1373 por haber participado en el asesinato del rey Pedro I de Chipre en 1369, el rey Jacobo I de Chipre posteriormente otorgó el título a Juan de Neviles, vizconde de Nicosia, en 1389.
En lugar de recibir una prebenda, el camino normal para que un hijo menor de una familia de la alta aristocracia se uniese a la iglesia y disfrutar de la cómoda vida de un noble eclesiástico, Guido decidió ingresar en la austera orden dominica, tal vez en el mismo monasterio en Nicosia donde después fue enterrado. Dos años después de su ascenso como obispo en 1357, fue el obispo que presidio en la coronación de Pedro I en la catedral de Santa Sofía, Nicosia. Parece que tomó parte en la campaña para capturar Alejandría en 1365, antes de sucumbir a la enfermedad en su mansión en Nicosia en 1367.
Guido legó 20.000 besantes para la construcción de la catedral de San Nicolás en Limasol. Un detallado inventario de sus pertenencias sobreviven, aunque su residencia principal, además de sus tres propiedades rurales, no está amueblado de manera opulenta, - alfombras turcas y cojines típicos del oriente latino reemplazaron los tapices cortesanos, aunque todavía se permitió la caza, el pasatiempo favorito de la nobleza, habiendo tenido tres cetreros a su servicio, un número modesto para la época.